# Дубина (Красилівська міська громада)
Дуби́на —  село в Україні, у Красилівській міській громаді Хмельницького району Хмельницької області. Населення становить 50 осіб.